# Marcel Rohner (bobsleigh)
Pour les articles homonymes, voir Marcel Rohner et Rohner.
Marcel Rohner, né le 21 juin 1964, est un bobeur suisse notamment médaillé d'argent en bob à quatre aux Jeux olympiques d'hiver de 1998.

## Carrière
Marcel Rohner remporte la médaille d'argent de bob à quatre aux championnats du monde 1996, organisés à Calgary au Canada. Il participe également aux Jeux olympiques d'hiver de 1998 organisés à Nagano au Japon, où il est médaillé d'argent en bob à quatre avec Markus Nüssli, Beat Seitz et Markus Wasser. Il gagne à nouveau la médaille d'argent de bob à quatre aux championnats du monde en 1999, à Cortina d'Ampezzo en Italie. Pendant sa carrière, il remporte six médailles au classement général de la coupe du monde dont trois d'or.

## Palmarès

### Jeux Olympiques
- : médaillé d'argent en bob à 4 aux JO 1998.

### Championnats monde
- : médaillé d'argent en bob à 4 aux championnats monde de 1996 et 1999.

### Coupe du monde
- 3 globe de cristal : 
  - Vainqueur du classement bob à 4 en 1997 et 2000.
  - Vainqueur du classement combiné en 2000.